# Grid (serie)
Grid es una serie de videojuegos de carreras desarrollada por Codemasters y publicada por Electronic Arts.

## Juegos
| Videojuego        | GameRankings | Metacritic                                         |
| ----------------- | ------------ | -------------------------------------------------- |
| Race Driver: Grid | —            | (DS) 79/100 (PC) 87/100 (PS3) 87/100 (X360) 87/100 |
| Grid 2            | —            | (PC) 80/100 (PS3) 82/100 (X360) 78/100             |
| Grid Autosport    | —            | (PC) 78/100 (PS3) 75/100 (X360) 75/100             |
| Grid              | —            | (PC) 74/100 (PS4) 73/100 (XONE) 79/100             |
| Grid Legends      | —            | —                                                  |

### Race Driver: Grid(2008)
Desarrollado bajo el título provisional Race Driver One, Race Driver: Grid se lanzó para Xbox 360, PlayStation 3, Nintendo DS y Games for Windows en junio de 2008. Antes de su lanzamiento, más de un millón de personas descargaron la demostración. . Cuenta con un motor de gráficos mejorado (una queja común era que incluso en la configuración más baja, los gráficos no podían ser manejados por PC de baja especificación) de Colin McRae: Dirt, tiene más de 40 autos de la vida real y una variedad de ficticios y interpretaciones realistas de pistas.

### Grid 2(2013)
Codemasters lanzó la secuela de Race Driver: GRID, Grid 2 en mayo de 2013 en Microsoft Windows, PlayStation 3 y Xbox 360.

### Grid Autosport(2014)
Grid Autosport intenta hacer retroceder la serie hacia "juegos de carreras más auténticos" tras el lanzamiento de Grid 2 , que Codemasters consideró que no fue tan bien recibido por la base de fans de la empresa como esperaban. En consecuencia, los desarrolladores introdujeron modificaciones importantes en el modelo de manejo y crearon un diseño optimizado y orientado a la carrera para este título. Está disponible para Microsoft Windows, PlayStation 3, Xbox 360, Linux, iOS, Android y Nintendo Switch.

### Grid(2019)
Una cuarta entrega de la serie Grid, conocida simplemente como Grid, se lanzó en octubre de 2019 para Microsoft Windows, PlayStation 4 y Xbox One, y en noviembre para Stadia. Cuenta con vehículos de Le Mans GT y Daytona Prototype. El juego fue desarrollado bajo la asesoría de Fernando Alonso y emplea un nuevo sistema de inteligencia artificial, llamado "Nemesis". Los oponentes pueden ser conducidos por hasta 400 perfiles de IA diferentes, cada uno de los cuales simula diferentes estilos y comportamientos de conducción.

### Grid Legends(2022)
Una quinta entrega de la serie Grid , conocida simplemente como Grid Legends , se lanzó en febrero de 2022 para Microsoft Windows, PlayStation 4, PlayStation 5, Xbox One y Xbox Series X/S.